# Musiqq

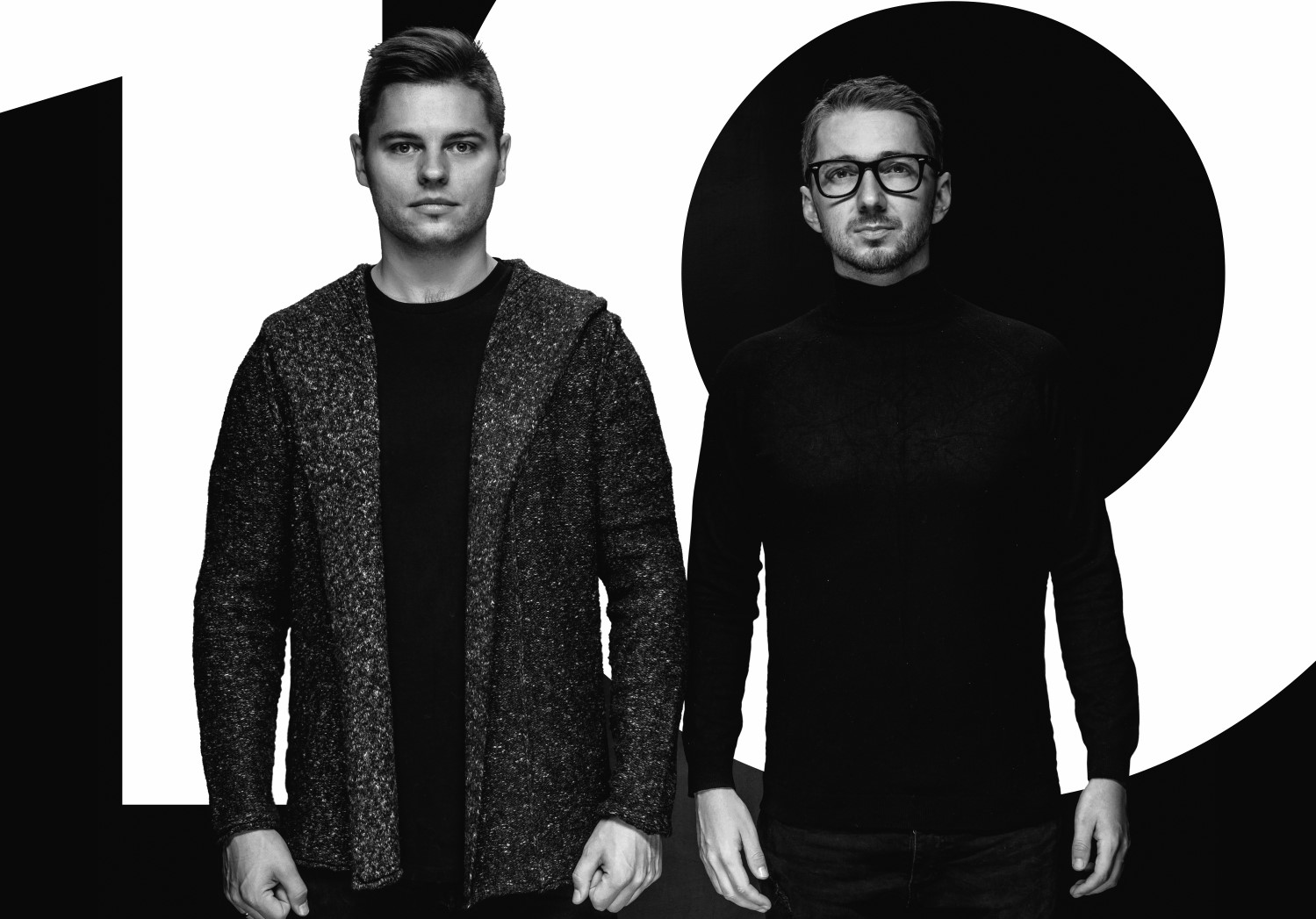
Musiqq (2018)

Musiqq ist ein 2009 gegründetes lettisches Musik-Duo, das von Marats Ogļezņevs und Emīls Balceris gebildet wird. Sie treten auch unter dem Namen Bermudu Divstūris auf.

## Werdegang
Erste Erfolge feierte Musiqq mit Stücken wie „Klimata kontrole“, „Abrakadabra“ und „Dzimšanas diena“. Am 23. Februar 2011 setzte sich das Duo beim nationalen lettischen Vorentscheid, Eirodziesma 2011, mit dem englischsprachigen Lied Angel In Disguise (Text und Musik: Marats Ogļezņevs) durch und vertrat Lettland, als Nachfolger der Sängerin Aisha beim Eurovision Song Contest 2011 in Düsseldorf.
Am 12. Mai 2011 interpretierte das Duo den Titel im zweiten ESC-Halbfinale in Düsseldorf, konnte sich aber nicht für die Finalrunde qualifizieren.

## Diskografie
- 2010: Šī ir tikai mūzika (Microphone)
- 2014: Vēl viena mūzika (Microphone)